# Blokada Kanału Sueskiego w 2021
Blokada Kanału Sueskiego w 2021 roku – incydent morski z udziałem Ever Given, kontenerowca o długości 400 metrów, który 23 marca 2021 o godzinie 7:40 czasu wschodnioeuropejskiego (UTC+2) osiadł na mieliźnie w Kanale Sueskim w Egipcie. Kontenerowiec po utracie sterowności spowodowanej awarią zasilania osiadł na mieliźnie na jednym z brzegów i utknął w poprzek kanału, całkowicie go blokując.
Następnego dnia po wejściu na mieliznę co najmniej 15 innych statków było trzymanych na kotwicowiskach, a około 200 statków czekało w kolejce do przepłynięcia przez kanał, podczas gdy sytuacja była naprawiana. Przeszkoda znajdowała się na południowym odcinku kanału, daleko na południe od odcinka, który rozwidla się na dwa kanały, więc inne statki nie mogły ominąć Ever Given. 29 marca statek został ściągnięty z mielizny i przywrócony do stanu pływającego. Wkrótce żegluga została wznowiona.

## Tło wydarzeń
Ever Given to kontenerowiec klasy Golden, jeden z największych kontenerowców na świecie, i ex aqueo z innymi statkami klasy Golden jest to największy statek z obsługiwanych przez firmę Evergreen Marine (w czasie incydentu). Budowę ustanowiono 25 grudnia 2015 r, rozpoczęto 9 maja 2018, a zakończono 25 września 2018; właścicielem jest Shoei Kisen Kaisha, spółka zależna japońskiej firmy Imabari Shipbuilding, a operatorem jest firma Evergreen Marine z Tajwanu. Statek jest zarejestrowany w Panamie.
Kanał Sueski został otwarty w 1869 roku i jest jednym z najważniejszych szlaków handlowych na świecie. Specjalista ds. Transportu morskiego Camille Egloff z Boston Consulting Group zauważył, że „cały ruch przybywający z Azji przechodzi przez Kanał Sueski”, co czyni go „absolutnie krytycznym”. Około pięćdziesięciu statków dziennie przepływa przez kanał.
W latach poprzedzających incydent na Kanale Sueskim osiadały liczne statki. 25 lutego 2016 masowiec New Katerina osiadł na mieliźnie w kanale podczas podróży z Ukrainy do Qingdao. New Katerina wypłynęła po dwunastu dniach; ruch w kanale nie został zakłócony w tym okresie. 28 kwietnia 2016 kontenerowiec MSC Fabiola osiadł na mieliźnie w Wielkim Jeziorze Gorzkim po wystąpieniu problemów z silnikiem, zmuszając urzędników kanału do czasowego zawieszenia wszystkich konwojów kierujących się na północ i zatrzymania wszystkich konwojów w kierunku południowym w kanale. MSC Fabiola wypłynął 30 kwietnia i kontynuował przeprawę przez kanał. 17 lipca 2018 kontenerowiec Aeneas osiadł na mieliźnie w kanale, powodując zderzenie z udziałem trzech masowców za nim: Sakizaya Kalon, Panamax Alexander i Osios David. Większość z tych incydentów miała stosunkowo niewielki wpływ na ruch w Kanale Sueskim.

## Incydent

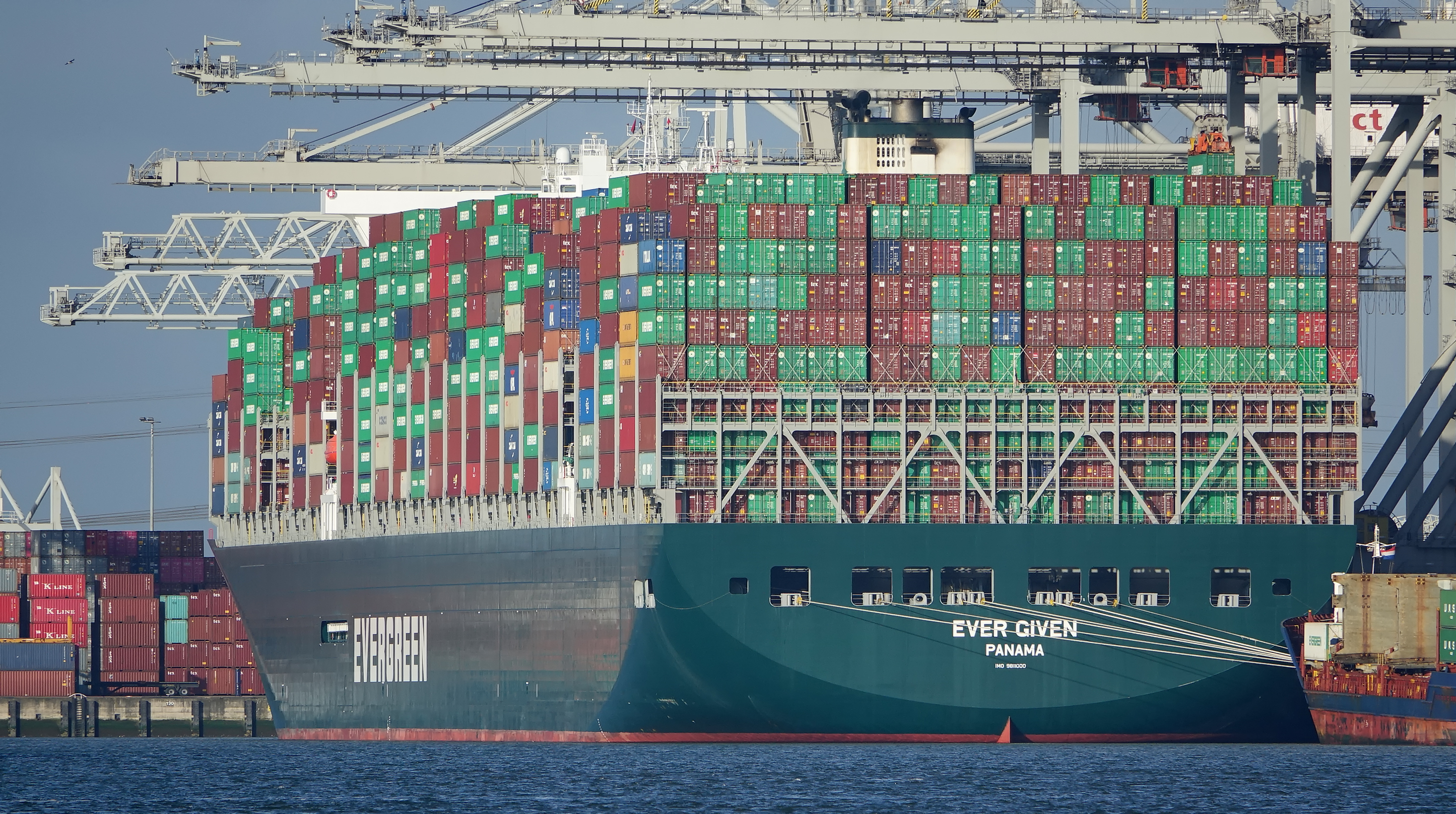
Ever Given w marcu 2020

W chwili zdarzenia Ever Given podróżował z Tanjung Pelepas w Malezji do Rotterdamu w Holandii. Był piąty w konwoju zmierzającym na północ, a za nim, gdy osiadł na mieliźnie, podążało piętnaście statków. Cała załoga składała się z obywateli Indii.
23 marca 2021 o 07:40 czasu wschodniego (UTC + 2) Ever Given podróżował przez Kanał Sueski, kiedy złapała go burza piaskowa. Silny wiatr, który osiągnął 74 km/h, spowodował „utratę sterowności statku”, powodując odchylenie kadłuba. Ever Given następnie osiadł na mieliźnie w odległości 151 km od Port Said nad Morzem Śródziemnym i 10 km od portu w Suezie nad Zatoką Sueską i obrócił się bokiem, nie mogąc się uwolnić, blokując kanał po obu stronach. Załoga Ever Given nie zgłosiła żadnych obrażeń.
Ponad 200 statków po obu stronach kanału zostało zablokowanych przez Ever Given, w tym pięć innych kontenerowców o podobnej wielkości, 41 masowców i 24 tankowce. Statki dotknięte skutkami miały w przybliżeniu 16,9 miliona ton nośności. Niektórzy zacumowali w portach i kotwicowiskach w okolicy, podczas gdy wiele pozostało na miejscu. Żegluga w tym rejonie obejmuje zarówno małe statki towarowe, jak i duże statki, w tym statek rosyjskiej marynarki wojennej, tankowiec klasy Ałtaj Kola, który wcześniej tego dnia uczestniczył w niewielkiej kolizji z masowcem Ark Royal.

## Odpowiedź

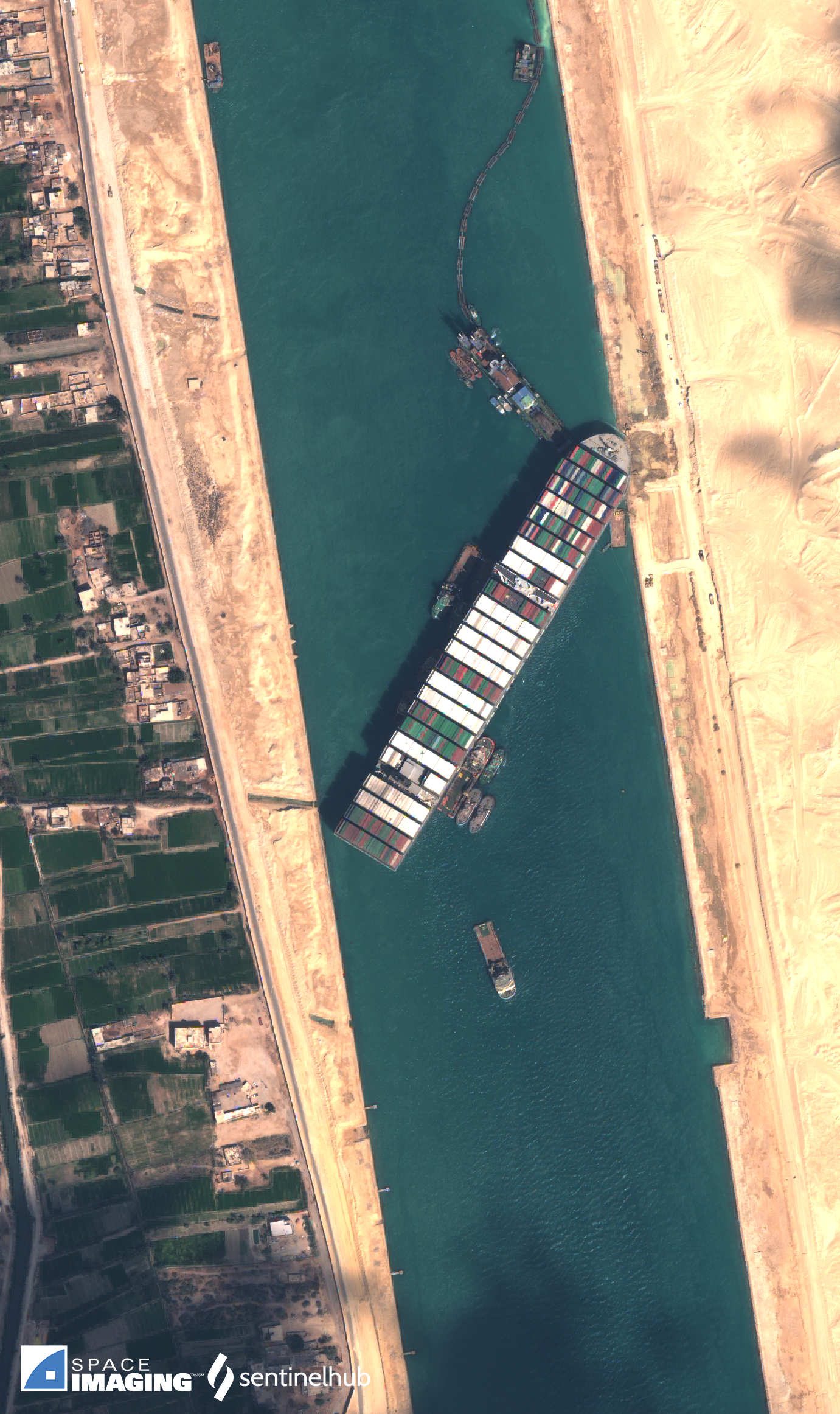
Ever Given zakleszczony w kanale

Urzędnicy planowali przesunąć dwa statki zza Ever Given, aby zrobić miejsce na operację ponownego zanurzenia. Ze statku usunięto paliwo, wodę balastową i kilka kontenerów, aby pomóc w jego odciążeniu, podczas gdy ciężkie maszyny pracowały nad wykopaniem dziobu. 25 marca osiem holowników asystowało przy próbie uwolnienia. Koparka została również wykorzystana do uwolnienia przedniej części statku towarowego. Peter Berdowski, dyrektor generalny Royal Boskalis Westminster, 25 marca stwierdził, że operacja „może trwać od kilku dni do kilku tygodni”.
W dniu 25 marca Zarząd Kanału Sueskiego zawiesił żeglugę przez Kanał Sueski do czasu wypłynięcia Ever Given. Tego samego dnia doradca ds. portów morskich egipskiego prezydenta Abdela Fattaha el-Sisiego oświadczył, że spodziewa się udrożnienia kanału w ciągu „maksymalnie 48–72 godzin”. Następnego dnia władze Kanału Sueskiego poinformowały, że prace pogłębiania zostały ukończone w około 87 procentach.
26 marca chiński kontenerowiec OOCL United Kingdom opuścił teren Kanału Sueskiego i zdecydował się opłynąć Afrykę wokół Przylądka Dobrej Nadziei, aby tą drogą dotrzeć do portu w Gdańsku.
27 marca w zatorze po obu stronach Kanału znajdowało się już 320 statków. Stany Zjednoczone zaoferowały pomoc władzom Egiptu w przesunięciu kontenerowca.
28 marca prezes Zarządu Kanału Sueskiego generał porucznik Osama Rabie poinformował, że w sprawie utknięcia statku Ever Given prowadzone jest dochodzenie, mające ustalić, czy silny wiatr był jedyną przyczyną incydentu. Rozważane są również błędy techniczne lub pomyłka załogi. Na miejsce wypadku dotarły dodatkowe holowniki, to jest: holenderski Alp Guard i włoski Carlo Magno, mające pomóc przesunąć statek.
29 marca Ever Given o godzinie 5:30 kontenerowiec został ściągnięty z mielizny, częściowo wypłynął, choć nadal tkwił w kanale. Zdjęcia satelitarne wykazały, że dziób statku był częściowo odsunięty od brzegu, chociaż tkwił na krawędzi kanału. Rufa statku obróciła się i znalazła się na środku toru wodnego. Statek został ostatecznie uwolniony i ruszył ponownie o 15:05 czasu lokalnego, po czym został odholowany do Wielkiego Jeziora Gorzkiego w celu przeprowadzenia inspekcji. Władze kanału poinformowały agencje żeglugowe, że kanał ma zostać ponownie otwarty od 19:00 czasu lokalnego, kiedy po przeszukaniu dna Kanału Sueskiego stwierdzono, że kanał jest w dobrym stanie. Ruch statków wznowiono około 19:00. W tym momencie, w powstałym zatorze czekało ponad 400 statków: około 200 na Morzu Czerwonym, prawie 200 na Morzu Śródziemnym, i około 50 na Jeziorach Gorzkich. Generał Osama Rabie poinformował, że odblokowanie zatoru utworzonego z ponad 360 statków, czekających w kolejkach po obu stronach kanału, potrwa dwa lub trzy dni.

## Straty iodszkodowania
Blokada kontenerowców spowodowała opóźnienia w łańcuchu dostaw i straty finansowe wielu krajów i prywatnych przedsiębiorstw. W zablokowanych jednostkach znalazło się 100 statków, przewożących towary z Azji dla sieci IKEA oraz 80 statków transportujących herbatę i kawę, co wywołało wzrost cen towarów w Europie.
Prezes Zarządu Kanału Sueskiego Osama Rabie oszacował, że łączne straty Egiptu wynoszą ponad miliard dolarów. W kwietniu władze Egiptu oczekiwały od firmy Shoei Kisen Kaisha, będącej właścicielem Ever Given, wypłaty odszkodowania w wysokości 916 mln dolarów, równoznacznej kosztom odblokowania kanału. Firma zakwestionowała wysokość odszkodowania, co spowodowało, że władze Egiptu zarekwirowały kontenerowiec, do czasu wypłaty oczekiwanej kwoty. W spór włączył się UK Club, ubezpieczyciel kontenerowca Ever Given, który również uznał, że żądana przez egipską stronę suma jest zbyt wysoka.
W maju, na skutek negocjacji pomiędzy stronami, władze Egiptu obniżyły wysokość oczekiwanego odszkodowania do 550 mln dolarów. Firma Shoei Kisen Kaisha odmówiła wypłaty tej kwoty, gdyż wedle jej szacunków powinna ona wynosić 150 mln dolarów.
Spór pomiędzy stronami dotyczył również przyczyn powstałej blokady. Zdaniem władz kanału winę ponosił kapitan Ever Given i tym samym koszty akcji powinien pokryć właściciel statku. Firma Shoei Kisen Kaisha powoływała się na kontrakt handlowy z Zarządem Kanału Sueskiego, wedle którego to nie właściciel kontenerowca, ale zarząd kanału jest odpowiedzialny za akcje ratunkowe. Część strat prywatnych przedsiębiorstw pokrywały firmy ubezpieczeniowe. Ergo Hestia z Sopotu zadeklarowała wypłatę ponad 700 tysięcy złotych odszkodowania ubezpieczonym klientom z Polski.
13 czerwca kontenerowiec wciąż znajdował się w Egipcie. Władze kraju podtrzymywały oczekiwaną wysokość odszkodowania, zaś właściciel statku odmawiał wypłaty. Firma prawnicza Clyde & Co, reprezentująca producentów ładunków przewożonych kontenerowcem, wyceniła towary znajdujące się na Ever Given na 100 mln dolarów. Wszystkie zostały zarekwirowane wraz ze statkiem i spowodowały straty producentów i ich klientów.

## Dezinformacja
Pod koniec marca w mediach społecznościowych pojawiły się nieprawdziwe informacje, wedle których za blokadę Kanału Sueskiego winę ponosiła Marwa Elselehdar, pierwsza kobieta pochodząca z Egiptu, która posiadała uprawnienia kapitana kontenerowców. Faktycznie Marwa Elselehdar nie miała nic wspólnego z wydarzeniem, a podczas incydentu znajdowała się na statku Aida IV.
W mediach społecznościowych kwestionowano również fakt destrukcyjnych skutków blokady na środowisko naturalne. Stanowisko argumentowano tym, iż ze statku do wody nie wydostało się paliwo lub inne substancje potencjalnie toksyczne. Faktycznie blokada Kanału Sueskiego szkodziła środowisku, na skutek wzmożonej emisji do atmosfery dwutlenku siarki, pochodzącego ze spalanego paliwa statków uwięzionych w zatorze. Normy dwutlenku siarki w powietrzu zostały przekroczone pięciokrotnie, a chmura nad kanałem była widoczna na zdjęciach satelitarnych.

## Wpływ na gospodarkę

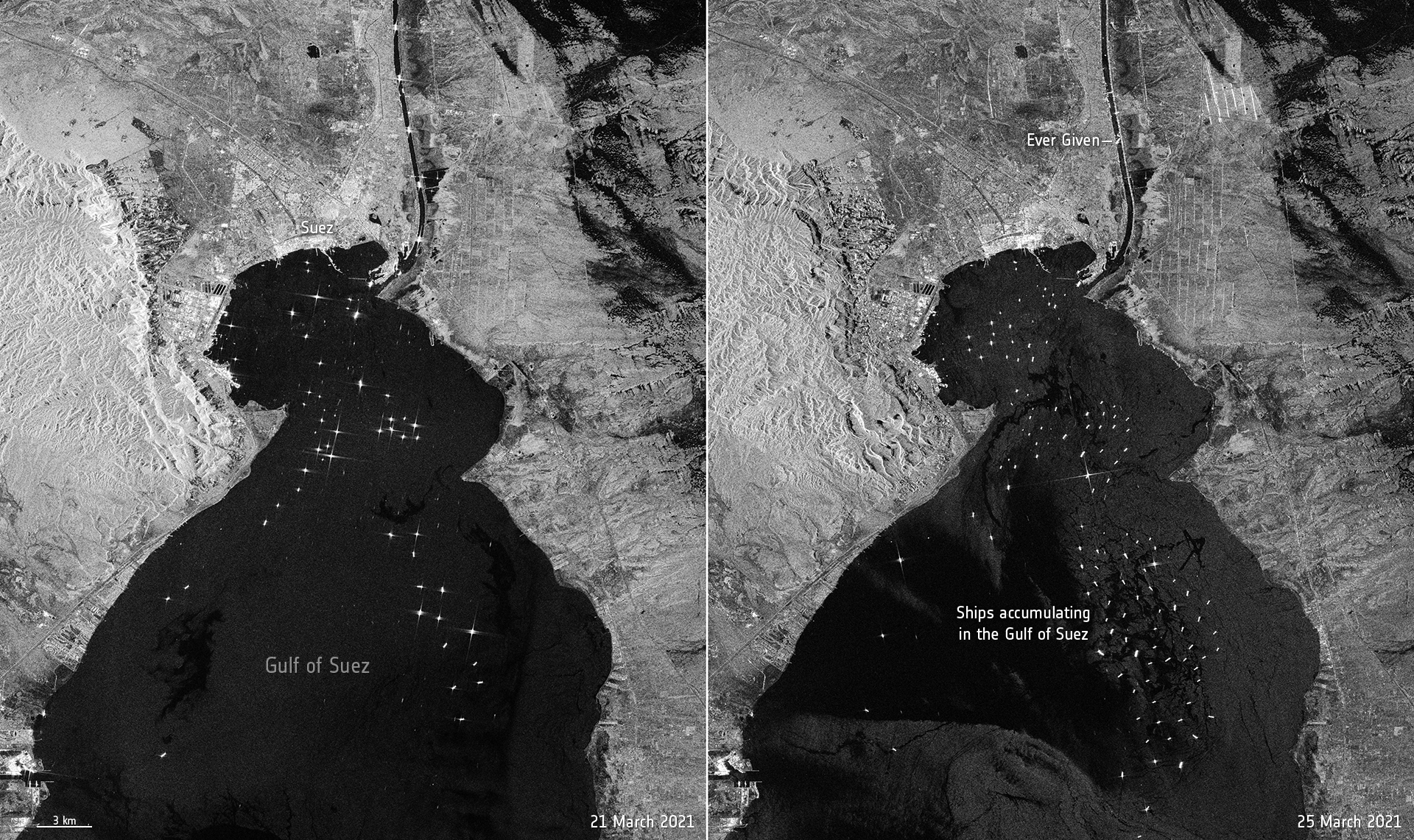
Korek w Zatoce Sueskiej spowodowany przeszkodą, widziany przez satelitę Sentinel-1

W momencie wydarzenia około 10 procent całkowitego światowego handlu przepływa przez kanał o długości 193 km. Według ekspertów incydent ten mógł spowodować opóźnienia w dostawach artykułów codziennego użytku dla klientów na całym świecie. Historyk morski Sal Mercogliano powiedział Associated Press: „Każdego dnia, gdy kanał jest zamknięty, kontenerowce i tankowce nie dostarczają żywności, paliwa i towarów przemysłowych do Europy, a towary nie są eksportowane z Europy na Daleki Wschód”.
Według szacunków Lloyd’s List każdy dzień blokady powodował zakłócenia na rynkach o dodatkowe 9 miliardów USD. Michael Lynch, prezes Strategic Energy & Economic Research, przypisał wzrost cen ropy „ludziom kupującym po ostatnich spadkach cen ropy, z zamknięciem Suezu jako czynnikiem pobudzającym do akcji”, a James Williams, ekonomista ds. energii w WTRG Economics powiedział, że z powodu istniejących zapasów „kilka dni spowolnienia dostaw [ropy] nie ma krytycznego znaczenia dla rynku”. Wydarzenie to tylko opóźniło dostawy towarów, co mogło mieć wpływ tylko na branże z istniejącymi niedoborami, takie jak przyrządy półprzewodnikowe. Sugerowano, aby w dłuższej perspektywie złagodzić niedobory towarów, można było zamawiać następne przesyłki wcześniej niż zwykle, aż do wyrównania różnicy. Jednak konsultant z innej firmy zauważył, że nawet krótkotrwałe zakłócenie w Kanale Sueskim mogło wywołać efekt domina przez kilka miesięcy w łańcuchu dostaw.
Alternatywną trasą ruchu morskiego między Azją a Europą jest podróż dookoła kontynentu afrykańskiego, która obejmuje około 9000 km i trwa około 10 dni. Rosja wykorzystała ten incydent do promowania arktycznych szlaków żeglugowych jako krótszej alternatywy dla przewożenia towarów dookoła Afryki.
Obawy związane z piractwem wynikające z bezprecedensowej koncentracji cennych statków na tak małym obszarze skłoniły firmy żeglugowe do skierowania zapytań do Piątej Floty Stanów Zjednoczonych w sprawie bezpieczeństwa.